# 7178 Ikuookamoto
7178 Ikuookamoto (1990 VA3) là một tiểu hành tinh vành đai chính được phát hiện ngày 11 tháng 11 năm 1990 bởi T. Nomura và K. Kawanishi ở Minami-Oda.